# Ulearum sagittatum
Ulearum sagittatum är en kallaväxtart som beskrevs av Adolf Engler. Ulearum sagittatum ingår i släktet Ulearum och familjen kallaväxter.

## Underarter
Arten delas in i följande underarter:
- U. s. sagittatum
- U. s. viridispadix